# Baloșești, Timiș
Baloșești este un sat în comuna Tomești din județul Timiș, Banat, România. Se află în partea de est a județului, în Munții Poiana Ruscă. Este un vechi sat românesc.

## Localizare
Satul se situează în extremitatea estică a județului Timiș, în zona de tranziție dintre Dealurile Făgetului și Munții Poiana Ruscă. Cel mai apropiat centru urban este orașul Făget, situat la 17 km nord-vest de sat. Se învecinează direct cu Tomești la est și Jupânești la vest, ambele la circa 3 km distanță, pe drumul comunal DC114.

## Istorie

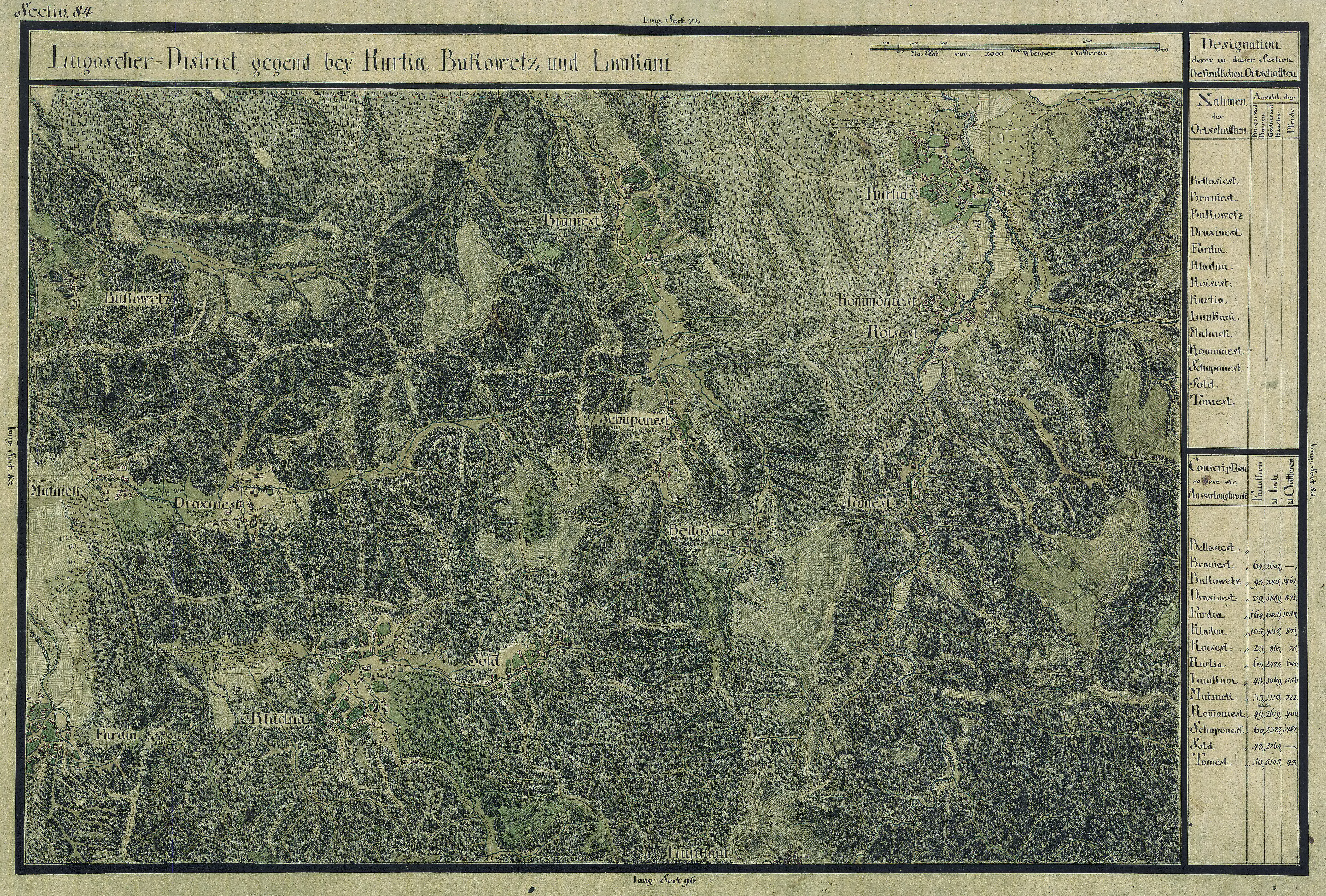
Baloşeşti în Harta Iosefină a Banatului, 1769-72

Satul a fost dintotdeauna românesc, după cum o atestă numele și toponimia locală. În apropiere au existat alte două sate care sunt de-a lungul timpului amintitite (unul dintre ele, satul Ursu, amintit în sec. XV) și care au mai rămas în vocabularul local ca denumiri de locuri în hotarul satului. Prima atestare documentară apare în 1548. Atunci, proprietarul Ioan Bozváry o lasă prin testament fiicei sale. În 1597, principele Sigismund Bathory, donează localitatea lui Ștefan Török.
Conscripția de la 1717 evidențiază satul cu numele Balooste, sat locuit, cu doar 8 case. Datorită amplasării la zona de graniță dintre unități administrative, a aparținut când de Hunedoara, când de Severin, când de Caraș. Numele satului s-a schimbat chiar mai des. Câteva dintre denumiri au fost: Belușești, Beluzest, Belsfalva, Baloses, Balloschest, Balosesty, Palosiest.

## Populația
Baloșești - evoluția demografică

|  | Graficele sunt indisponibile din cauza unor probleme tehnice. Mai multe informații se găsesc la Phabricator și la wiki-ul MediaWiki. |

Date: Recensăminte sau birourile de statistică - grafică realizată de Wikipedia